# Javier Álvarez (compositeur)
Pour les articles homonymes, voir Javier Álvarez et Álvarez.
Javier Álvarez, né le 8 mai 1956 à Mexico et mort le 24 mai 2023 à Mérida, est un compositeur mexicain.
Il est connu pour la création d'œuvres combinant divers styles musicaux et de traditions, qui utilisent souvent des instruments insolites et de nouvelles technologies musicales.
Selon le compositeur John Adams, « la musique de Javier Álvarez révèle les influences des cultures populaires qui vont au-delà des frontières de notre propre temps et de lieu ». Álvarez est l'un des plus célèbres compositeurs mexicains de sa génération. De nombreuses œuvres de son prolifique catalogue combinent la technologie musicale avec divers instruments et influences du monde entier.

## Biographie
Javier Álvarez naît à Mexico en 1956. Il étudie la clarinette et la composition avec Mario Lavista, avant de s'installer aux États-Unis au début des années 1980 et par la suite en Grande-Bretagne, où il fréquente le Royal College of Music et la City University de Londres. Ses premières œuvres électroacoustiques datent de cette époque, tel Temazcal (1984). Dans ce style contemporain, Alvarez utilise de façon inattendue une paire de maracas dans un complexe électroacoustique en toile de fond. Mannam (1992) tire son inspiration de l'autre côté du globe et de l'ancienne cithare de Corée, la Gayageum. Vainqueur de 1993 Prix Ars Electronica distinction, Mannam mélange et juxtapose des éléments de musique coréenne avec des matériaux et des techniques tirés de la harpe folklorique mexicaine. Offrande (2001), une œuvre plus récente, offre un mélange intrigant de percussions des Caraïbes et un traitement électronique des motifs rythmiques.
Un certain nombre d'œuvres d'Álvarez intègrent des éléments du genre danse latino-américaine, comme le mambo. Ainsi dans Mambo à la Braque (1991), il crée un collage des segments musicaux électroacoustique, tirés du compositeur de mambo cubain, Pérez Prado « Caballo Negro » [Cheval Noir]. Sur une plus grande échelle, Papalotl d'Alvarez (1987), pour piano et sons électroacoustiques, fait référence au monde de la danse au travers de son utilisation dans de complexes motifs rythmiques, le tout soigneusement synchronisé en duo entre le pianiste et l'électroacoustique. La dynamique toccata remporte pour son compositeur, en 1987 le prix ICEM de Paris, ainsi que de nombreux prix, au festival de Bourges, et en Autriche le Prix Ars Electronica. Parmi ses œuvres orchestrale et des concertos, Geometría Foliada (2003), écrit comme un concerto pour le Cuarteto Latinoamericano, réminiscences de la langue vernaculaire, mais il assimile ces influences dans un folklore imaginaire suggestif et auto-inventé.
Ses œuvres ont été jouées à travers le monde par des ensembles tels que le Chicago Symphony Orchestra, le London Sinfonietta, le Philharmonique de Los Angeles, le Philharmonique de Mexico et l'Orchestre national de France, entre autres. Il a notamment composé la musique du film de Guillermo del Toro , un film d'horreur, Cronos (1993).
Diplômé du Royal College of Music et de la City University de Londres, Álvarez a reçu de nombreux prix et honneurs, notamment une Bourse Mendelssohn, le prix Lionel Robbins, une bourse Gemini, le Prix de l'ICEM (1987), le prix Ars Electronica d'Autriche (Linz, 1993) et la remise des prix du festival international de Bourges. De 1993 à 1999, il est membre de la dotation pour les arts et la culture mexicaine. Il était un membre fondateur de Sonic Arts Network qui promeut la musique électronique, et a servi en tant que directeur artistique de la Society for the Promotion of New Music (en) en 1993. Il a été membre de la Guildhall School of Music and Drama, de l'Académie de musique de Malmö (sv), du Royal College of Music et de l'Université du Hertfordshire.
Après 25 ans passés en Angleterre, il retourne au Mexique, où il est le fondateur et directeur du département des arts de l'Escuela Superior de Artes (es) du Yucatán. Doyen du Conservatoire de Las Rosas (es), à Morelia, Michoacán, il vit à Mérida, Yucatan, combinant ses activités de compositeur indépendant et d'animateur de projets.

## Œuvres

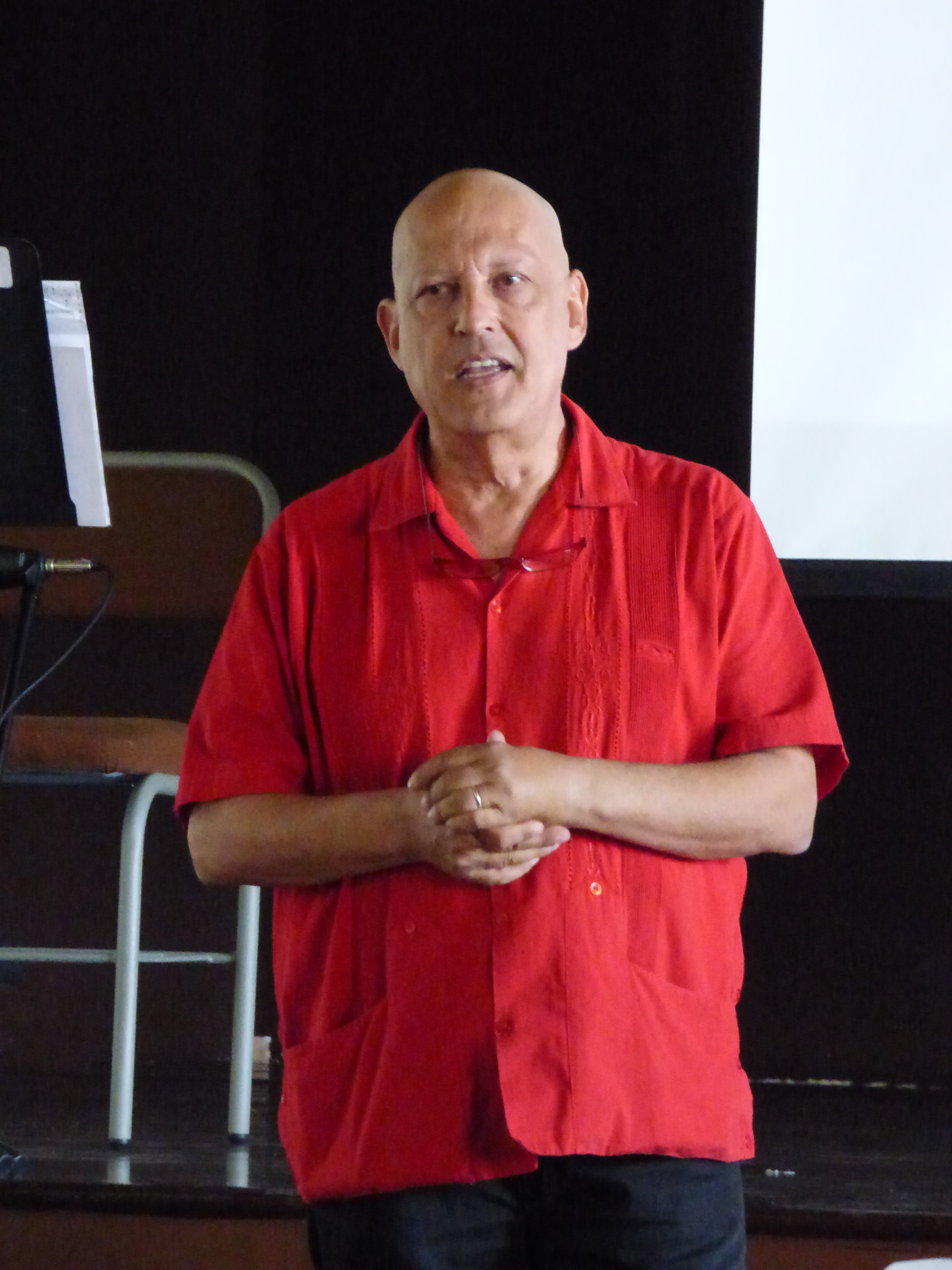
Javier Álvarez en conférence (2007).

### Musique de chambre
- Ki Os Gaku (1984) trombone et marimba, 12 min
- Lluvia de Toritos (1984) solo flûte, 9 min
- Chaconna (1991) alto et clavecin, 5 min
- Ayara (1981) basson et quatuor à cordes, 22 min
- Caracteristicas (1982) flûte, hautbois, violoncelle et piano, 9 min
- Tientos (1985) pour flûte (ccip) clarinette, violon, violoncelle et piano, 11 min
- Quemar las Naves (1988–rev. 1991) saxophone soprano, trompette, trombone, guitare basse, piano, batterie et percussion à la main, 15 min
- Metro Chabacano (1991) quatuor à cordes, 7 min
- Acordeón de Roto Corazón (1994) quatuor de saxophones, 7 min
- Metro Taxqueña (1994) quatuor à cordes, 8 min
- Serpiente y Escalera (1995) violoncelle et piano, 10 min
- Metro Nativitas (1999) quatuor à cordes, 8 min
- Nocturno y Toque(1997), Deux poêles en acier et 2 marimbas, 13 min
- Modelo para Armar (2000) pour saxophones soprano, alto et basse, guitares baroques (2) et 2 percussion, 15 min
- Estudio n° 5 (2002) Ténor percussion d'acier, 7 min
- n mambo (2001) piano, 3 min
- Triple enclave (2004) piano, 7 min
- Trompatufarria al Pastor (2005) pour quatuor de cors, 4 min

### Grands ensembles chambristes
- Recintos (1981) pour ensemble à vent, 24 min
- Métro Chabacano (1987) pour orchestre à cordes, 7 min
- Mantis Walk in Metal Space (2003), pour percussionniste soliste et ensemble instrumental [flûte, 2 clarinette, 2 cors, 2 trombones, tuba, piano, 2 violons, violoncelle et contrebasse], électronique en temps réel les sons électroacoustiques, 20 min
- Metal de Corazones (2012) ensemble Instrumental (tpt, clt, bclt, vln, vla, vc, piano, perc & perc quatuor), 15 min

### Soliste avec orchestre
- Trireme (1983) pour cor et orchestre, 18 min
- Música para piel y palangana (1993) pour percussion et orchestre, 23 min
- Geometría Foliada (2002) pour quatuor à cordes et orchestre, 19 min
- Jardines con Palmera (2012) Perc et orchestre, 12 min
- La Ceiba del Sol y de la Luna (2013) pour basson et orchestre, 18 min

### Orchestre
- Gramática de Dos (1991), 14 min[5]

### Voix et instruments
- Canciones de la Venta (1977) soprano, violon, alto et jarana mexicaine ou guitare baroque Texte en espagnol de José Carlos Becerra, 8 min
- Tres rana contre reloj (1981) soprano (col), violon, violoncelle et piano (vocalise), 17 min
- Fragmentos de Hueso (1984) soprano, flûte, saxophone soprano, clarinette basse et alto. Texte en Nahuatl et en anglais, 9 min
- Animal Crackers (1990) 2 sopranos et baryton, alto et piano. Texte en anglais de Jo Shapcott, 9 min
- Días de côme Sombra (2010) 2 sopranos, alto et baryton et quatuor d'instruments à percussion

### Chœur et ensemble / orchestre
- Te espera esa, les agences chispa (1982)
- Calacas Imaginarias (1994)
- Amor es mas Laberinto (1978)
- Días de côme Sombra (2010) chœur SATB et percussion quatuor

### Opéra
- Mambo (1989-2001)

### Électroacoustique
- Temazcal (1984) maracas amplifié et sons électroacoustiques, 8 min
- Le Panama Files (1986) sons électroacoustiques, 4 min [en collaboration avec Dearden]
- Papalotl (1987) pour piano et sons électroacoustiques, 13 min
- Bord de Danse (1987) sons électroacoustiques, 3 min [en collaboration avec Dearden]
- Sur passe (1987) saxophone baryton et sons électroacoustiques, 11 min
- Asi el acero (1988), ténor amplifiée, percussion et sons électroacoustiques, 9 min
- Acuerdos por Diferencia (1989) harpe et sons électroacoustiques, 12 min
- Mambo à la Braque (1990) sons électroacoustiques, 3 min
- Shekere (2001) shekere et système de contrôle en direct, 10 min
- Mannam (1992) kayagum (cithare coréenne) et sons électroacoustiques, 14 min
- Mambo Vinko (1993) trombone et sons électroacoustiques, 15 min
- Pyramide (1996) n'importe quel nombre d'instruments et sons électroacoustiques, 5-8 min
- Calacas Imaginarias (1994)
- Ouverture (1995) sons électroacoustiques, 1 min
- Offrande (2000) pour ténor et baryton, percussion d'acier et sons électroacoustiques, 18 min
- Recylce loops(2002) pour de jeunes percussionnistes et sons électroacoustiques
- Cylinder clouds (2002) Installation pour trois flûtes et sons électroacoustiques, 24 min
- Cactus Géométries (2002) pour sons électroacoustiques, 19 min
- Le repas du Serpent & Retour à la Raison (2004) violoncelle, vidéo et sons électroacoustiques, 9 min
- Fuego Negro y Cruzado (2008), pour deux clarinettes basse, vidéo et sons électroacoustiques, 11 min
- De tus manos brotan pájaros (2010) pour basson et sons électroacoustiques, 13 min

### Film et danse
- Cronos (ou : The Cronos Device, La Invención de Cronos) — film réalisé par Guillermo del Toro. Produit par Iguane Producciones et Ventana Films. Mexico et Los Angeles en 1992. Prix de la Critique, Cannes 1993.
- Tid-Remorqueur — film d'animation. Réalisé par William Latham. Produit par le Royal College of Art, Londres, 1985.
- L'Empire de la forme — film d'animation par ordinateur par William Latham. Produit par le Royal College of Art, Londres, 1987.
- Apparence — composé pour Sue Maclennan et ses Danseurs. Londres. Commandé par le Conseil des Arts de Grande-Bretagne et produite par Sue Maclennan et se Danseurs, et Chisenhale Dance Space. Londres. 1988.